# Heinkel He 115
L'Heinkel He 115 era un idrosilurante a scarponi ad ala bassa prodotto dall'azienda tedesca Ernst Heinkel Flugzeugwerke AG dalla fine degli anni trenta.
Utilizzato anche come idroricognitore marittimo e per la collocazione di mine navali venne realizzato in diverse versioni caratterizzate dalla diversa motorizzazione, numero di membri di equipaggio ed armamento offensivo e difensivo.

## Storia del progetto
Nel 1935 il Reichsluftfahrtministerium (RLM), il ministero che nella Germania del periodo nazista sovraintendeva l'intera aviazione nazionale, emise una specifica per un idrovolante multiruolo per la sostituzione dell'idroricognitore ed idrosilurante Heinkel He 59 in forza alla Luftwaffe in base alle esigenze della Kriegsmarine, la marina militare tedesca del periodo. Le richieste del nuovo progetto erano relative ad un idrovolante bimotore capace di gestire una grande varietà di ruoli marittimi, compreso il ruolo di aerosilurante e di ricognitore, e capace di volare anche con condizioni climatiche avverse e con un mare in tempesta, senza subire danni nella sua struttura. Era inoltre fatto obbligo della fornitura di 3 esemplari per la valutazione, del mantenimento della configurazione a scarponi e dell'utilizzo come impianto motore di una coppia di radiali BMW 132. Alla richiesta parteciparono la stessa Heinkel Flugzeugwerke con il loro He 115 e l'Hamburger Flugzeugbau GmbH che propose il proprio Ha 140, uno sviluppo del precedente Ha 139 la cui produzione era iniziata l'anno prima.
Il ruolo di aerosilurante fu designato come sua funzione primaria, quello di posa-mine e di ricognitore come secondari.
Il prototipo venne portato in volo per la prima volta nel 1936 e fin dalle prime prove si poté constatare che una delle migliori caratteristiche del modello risiedeva nell'elevata velocità raggiunta. Questa caratteristica consentì al modello, privo delle mitragliatrici di bordo, di conseguire otto successivi primati di velocità con carico utile a partire dalla primavera del 1938.
Il modello He 115 era considerato uno dei migliori idrovolanti della seconda guerra mondiale, poiché venne impiegato in una grande quantità di ruoli, sia difensivi, sia offensivi, come ad esempio attaccare i convogli navali alleati (conseguendo numerosi successi, in particolare contro il PQ 17 ed il PQ 18) oppure posizionare mine marine, come accadde nel Mar del Nord.

## Utilizzatori
Bulgaria

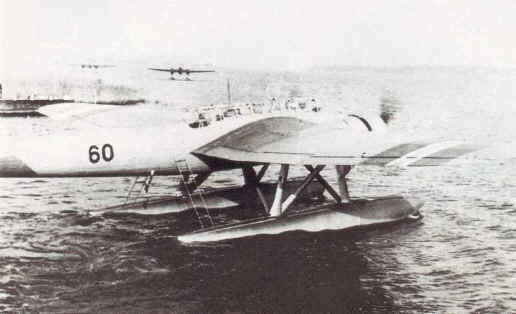
Un He 115 A-2 (He 115 N) della norvegese Marinens Flyvevesen.

- Vazhdushnite na Negovo Velichestvo Voiski

 Finlandia
- Suomen ilmavoimat

 Germania
- Luftwaffe
- Kriegsmarine

 Norvegia
- Marinens Flyvevesen

 Regno Unito
- Royal Air Force (preda bellica)

 Svezia
- Svenska Flygvapnet

### Pubblicazioni
- Heinkel He 115, in Aerei da guerra, Ginevra - Novara, Edito Service S.A. - Istituto Geografico De Agostini, 1993.